# 85 (số)
85 (tám mươi lăm) là một số tự nhiên ngay sau 84 và ngay trước 86.